# 그레이터벨파스트
그레이터벨파스트(Belfast Metropolitan Urban Area/Greater Belfast)는 북아일랜드 벨파스트와 인근 지역을 포함한 지역을 말한다. 일반적으로 노스다운 구, 리즈번 구, 캐슬레이 구, 캐릭퍼거스 구, 뉴튼애비 구를 포함한다.

## 인구
- 2001년 - 579,276명 (조사)
- 2005년 - 647,120명 (추정)
- 2006년 - 662,395명 (계산) “http://www.world-gazetteer.com/wg.php?x=&men=gpro&lng=en&des=gamelan&dat=200&geo=-4&srt=pnan&col=aohdqcfbeimg&pt=c&va=&geo=-1048901”. 2013년 4월 28일에 원본 문서에서 보존된 문서. 2006년 4월 21일에 확인함. |title=에 외부 링크가 있음 (도움말)